# 暮蟬悲鳴時解 皆殺篇
《暮蟬悲鳴時解 皆殺篇》是07th Expansion製作的《暮蟬悲鳴時》系列遊戲的第七作，同時也是「解答篇」的第三作。

## 概要
本作以「暇潰篇」的女主角古手梨花為中心展開。另外，新角色羽入也在本篇中登場。
在過去6作中的發生重要事件均在本篇中串接起來，許多事件的疑團也在篇中得到解答。繼罪滅篇之後，本篇中出現了諸如秘密組織，未知藥物，異常存在等許多原不應納入推理作品之中的要素。
作為「第捌章・皆殺篇」收錄在PS2版「祭」中；预定收錄在DS版「絆・第三卷」中。

## 故事簡介
受到圭一在罪滅篇中事跡的啟發，梨花不再放棄拯救她自己和朋友們，並且積極地讓事態向好的方向發展，努力消除悲劇發生的因素。
圭一把玩具娃娃送給魅音，承認她具有女孩的一面。詩音也承諾她會照顧沙都子。梨花決定到醫療所向入江和鷹野透露秘密。她解釋說有人想殺害她。入江和鷹野保證說他們會盡力保護她，還指定山狗在暗中照看她。另外梨花警告鷹野和富竹說有人想殺害他們。
不久赤坂衛也在這些事件中重新現身，赤坂衛的出現在一定的程度上使梨花感到心安。但不巧的是壞事還是發生了，因為沙都子的叔父北條鐵平回到了村子。和祟殺篇一樣，鐵平又一次虐待沙都子，使用各種手段不讓她說起這事，還不讓她去學校。發現真相的詩音決定除去鐵平但被圭一制止了。大夥們一起向入江和大石尋求幫助。儘管已向兒童諮詢中心申訴，但由於沙都子自身不肯報告被虐待的事實，圭一他們的請求被回絕了。 
於是圭一他們再三地前往中心申訴。最初作為一個小組，然後連同整個班級和老師，最後把朋友和親人們也帶上。但最終還是無濟于事。大夥發現這其中園崎家之主園崎魎具有重要的影響力。之後由於圭一和園崎魎正面交涉和期間他的一些貿然舉動，園崎魎反而答應幫助他們。梨花成功地和沙都子進行了真心的交談，勸說她應勇敢地站起來尋求幫助。最後沙都子終於解開心靈的枷鎖，哭喊著向眾人求救。在大石和警察的額外相助下，鐵平受到了制裁。在綿流祭來臨之際，梨花相信事態不會再惡化。可是富竹和鷹野還是遇害了。隨著真相浮上水面，事件的幕後人也終於現身，圭一他們很快便相繼遭到毒手，而身為旁觀者的羽入做出了重大的決定是……

## 用語
規則X、Y、Z
把成為「暮蟬悲鳴時」故事之舞台的昭和58年6月的雛見澤卷入漩渦之中的法則。由規則X（不特定的人物會因為內心的疑神疑鬼而犯下凶行），規則Y（每年的綿流祭晚上富竹次郎和鷹野三四被殺害的事件）和規則Z（園崎本家有著不管發生什麼事情自己也要做出像黑幕的行為來欺騙他人的傳統存在）3條規則所構成。
東京
存在於日本的秘密結社。
山狗
從屬東京的部隊之一。原本是自衛隊的極秘部隊。

## 出版書籍

### 漫畫
- 作畫：桃山ひなせ、全6卷。

| 集數 | 史克威爾艾尼克斯 | 史克威爾艾尼克斯       | 青文出版社     | 青文出版社             | 玉皇朝        | 玉皇朝                |
| 集數 | 發售日期         | ISBN                   | 發售日期       | ISBN                   | 發售日期      | ISBN                  |
| ---- | ---------------- | ---------------------- | -------------- | ---------------------- | ------------- | --------------------- |
| 1    | 2008年12月22日   | ISBN 978-4-7575-2450-7 | 2010年5月19日  | ISBN 978-986-256-296-3 | 2010年3月1日  | ISBN 978-988-804787-1 |
| 2    | 2009年6月22日    | ISBN 978-4-7575-2588-7 | 2010年7月20日  | ISBN 978-986-256-365-6 | 2010年4月1日  | ISBN 978-988-804799-4 |
| 3    | 2009年8月27日    | ISBN 978-4-7575-2662-4 | 2010年9月6日   | ISBN 978-986-256-433-2 | 2010年6月1日  | ISBN 978-988-804835-9 |
| 4    | 2009年12月22日   | ISBN 978-4-7575-2762-1 | 2010年11月3日  | ISBN 978-986-256-494-3 | 2010年7月28日 | ISBN 978-988-804841-0 |
| 5    | 2010年4月22日    | ISBN 978-4-7575-2853-6 | 2010年12月14日 | ISBN 978-986-256-574-2 | 2010年7月1日  | ISBN 978-988-804888-5 |
| 6    | 2010年8月21日    | ISBN 978-4-7575-2971-7 | 2011年1月15日  | ISBN 978-986-256-598-8 | 2010年12月1日 | ISBN 978-988-808888-1 |

### 小說
- 著：龍騎士07，插畫：ともひ

暮蟬悲鳴之時 解 第三話～皆殺篇～
| 集數 | 講談社        | 講談社                 | 尖端出版社    | 尖端出版社             |
| 集數 | 發售日期      | ISBN                   | 發售日期      | ISBN                   |
| ---- | ------------- | ---------------------- | ------------- | ---------------------- |
| 上   | 2008年9月10日 | ISBN 978-4-06-283677-7 | 2012年4月21日 | ISBN 978-957-10-4833-8 |
| 下   | 2008年10月1日 | ISBN 978-4-06-283680-7 | 2014年7月17日 | ISBN 978-957-10-5008-9 |

文庫版
| 集數 | 星海社        | 星海社                 |
| 集數 | 發售日期      | ISBN                   |
| ---- | ------------- | ---------------------- |
| 上   | 2012年1月11日 | ISBN 978-4-06-138924-3 |
| 下   | 2012年2月10日 | ISBN 978-4-06-138927-4 |

## 動畫
動畫《暮蟬悲鳴時解》第6～13話。  
- 第6話 皆殺篇 其之壹 迷路的法則
- 第7話 皆殺篇 其之貳 改變命運的方法
- 第8話 皆殺篇 其之叁 動搖
- 第9話 皆殺篇 其之肆 交涉
- 第10話 皆殺篇 其之伍 對決
- 第11話 皆殺篇 其之陸 堅強的意志
- 第12話 皆殺篇 其之柒 雛見澤症候群[1]
- 第13話 皆殺篇 其之捌 終末